# Jarreth J. Merz
Jarreth J. Merz (ur. 1 maja 1970 w Zurychu) – szwajcarski aktor. Zagrał w filmie Mela Gibsona Pasja.

## Filmografia

### filmy fabularne
- 1997: Propellerblume
- 1999: Chill Out jako Schuhverkäufer
- 1999: Curiosity & the Cat jako Hortek
- 2001: Sztuka wyboru (Taking Sides) jako żołnierz amerykański
- 2004: Wielkie w roli samego siebie
- 2004: Pasja jako Szymon Cyrenejczyk
- 2015: Der Hamster (TV) jako dr Färber
- 2016: Ben-Hur jako Flores
- 2016: Młody Mesjasz (The Young Messiah) jako ojciec Eleazera
- 2017: Ziarno (Grain) jako Viktor Rerberg

### seriale TV
- 2003: Ostry dyżur jako Charles
- 2005: Uśpiona komórka jako Jamal
- 2007: Prawo i porządek: sekcja specjalna jako Haroun Abbas
- 2007: Jednostka jako Momed Salah
- 2015: Homeland jako Hajik
- 2016: MacGyver jako Eric Wexler
- 2017-2018: Six jako Emir Hatim Al-Muttaqi
- 2018: Titans jako Acolyte